# District municipal de l'Alberta

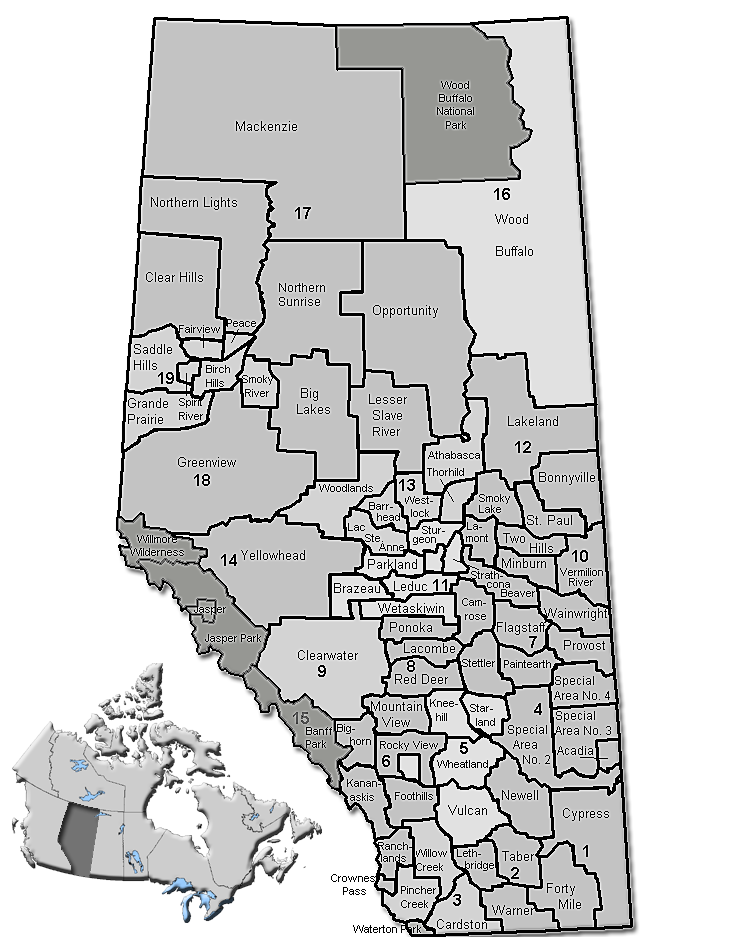
Municipalité rurales et spécialisées d'Alberta.

Un district municipal est la forme de statut de municipalité rurale la plus communément utilisée dans la province canadienne de l’Alberta. Les districts municipaux d'Alberta, la plupart d'entre eux se qualifiant de comtés, sont des zones à prédominance rurale qui peuvent inclure des terres agricoles, des terres de la Couronne, ou une combinaison des deux en fonction de leur emplacement géographique. Ils peuvent aussi inclure des subdivisions résidentielles nationales en des communautés non incorporées, certaines d'entre elles étant reconnues en tant qu'hameaux par Affaires municipales Alberta.
Un district municipal est créé lorsqu'une zone à prédominance rurale atteint une population d'au moins 1 000 habitants et avec la majorité de ses bâtiments résidentiels se trouvant sur des parcelles de terre de plus de 1 850 m2 postule auprès de l'Alberta Municipal Affairs pour obtenir le statut sous l'autorité du Municipal Government Act Les postulations pour le statut de district municipal sont approuvées par décret du lieutenant-gouverneur du Conseil sur la recommandation du Ministre des Affaires municipales.
L'Alberta compte 64 districts municipaux d'une population cumulée de 451 979 habitants et d'une population moyenne de 7 062 habitants d'après le recensement de 2011. Le district municipal le plus peuplé est le Comté de Rocky View (36 461 habitants), tandis que le moins peuplé est le district municipal de Ranchland no 66 (79 habitants).
439 élus (sept maires, 57 reeves et 375 conseillers) s'occupent de la gouvernance municipale de district dans la province.

## Dénomination
Un ordre du conseil pour incorporer une municipalité doit lui donner un nom officiel. Parmi les 64 districts municipaux d'Alberta, 18 ont encore municipal district dans leur nom officiel, alors que 46 ont mis en avant county (« comté »).  
L'utilisation du terme « comté » (county) dans les noms officiels des 46 districts municipaux (et des deux municipalités spécialisées) a en partie conduit à la croyance répandue qu'un comté possède un type de statut séparé, ce qui n'est pas le cas. Cette idée fausse vient aussi du fait qu'un comté était auparavant un type de statut en Alberta avant que le County Act  soit abrogé au milieu des années 1990. Les municipalités qui étaient officiellement incorporées en tant que comtés persistèrent sous le Municipal Government Act (MGA) en tant que districts municipaux et reçurent la permission de garder le terme comté dans leurs noms officiels.

## Liste des districts municipaux
Le tableau ci-dessous ne liste que les municipalités rurales d'Alberta qui sont incorporées en tant que districts municipaux.
Le Comté de Mackenzie, le comté de Strathcona et la municipalité régionale de Wood Buffalo ne sont pas répertoriés car ils sont incorporés en tant que municipalités spécialisées, et non comme districts municipaux. 
Les sept districts d'amélioration de l'Alberta et les trois aires spéciales ne sont également pas répertoriés car ils sont un type distinct de municipalité rurale et non un sous-ensemble du statut de district municipal.
- Haut – A
- B
- C
- D
- E
- F
- G
- H
- I
- J
- K
- L
- M
- N
- O
- P
- Q
- R
- S
- T
- U
- V
- W
- X
- Y
- Z

| Nom                                      | Ancien N° | Taille du conseil | N° de division de recensement | Siège                | Superficie (km2) | Population (2011) | Population (2006), |
| ---------------------------------------- | --------- | ----------------- | ----------------------------- | -------------------- | ---------------- | ----------------- | ------------------ |
| District municipal (D.M.) d'Acadia no 34 |           | 5                 | 4                             | Acadia Valley        | 1 076,26         | 495               | 545                |
| Comté d'Athabasca                        | 12        | 9                 | 13                            | Athabasca            | 6 122,75         | 7 662             | 7 592              |
| Comté de Barrhead no 11                  |           | 7                 | 13                            | Barrhead             | 2 404,7          | 6 096             | 5 845              |
| Comté de Beaver                          | 9         | 5                 | 10                            | Ryley                | 3 315,84         | 5 689             | 5 676              |
| D.M. de Big Lakes                        | 125       | 9                 | 17                            | High Prairie         | 13 928,13        | 4 194             | 4 030              |
| D.M. de Bighorn no 8                     |           | 5                 | 15                            | Exshaw               | 2 767,94         | 1 341             | 1 454              |
| Comté de Birch Hills                     | 19        | 7                 | 19                            | Wanham               | 2 856,69         | 1 582             | 1 470              |
| D.M. de Bonnyville no 87                 |           | 7                 | 12                            | Bonnyville           | 6 057,44         | 10 101            | 9 047              |
| Comté de Brazeau                         | 77        | 7                 | 11                            | Drayton Valley       | 3 020,71         | 7 201             | 7 040              |
| Comté de Camrose                         | 22        | 7                 | 10                            | Camrose              | 3 320,61         | 7 721             | 7 160              |
| Comté de Cardston                        | 6         | 7                 | 3                             | Cardston             | 3 414,87         | 4 167             | 4 037              |
| Comté de Clear Hills                     | 21        | 7                 | 17                            | Worsley              | 15 115,03        | 2 801             | 2 714              |
| Comté de Clearwater                      | 99        | 7                 | 9                             | Rocky Mountain House | 18 691,78        | 12 278            | 11 826             |
| Comté de Cypress                         | 1         | 9                 | 1                             | Dunmore              | 13 160,44        | 7 214             | 6 729              |
| D.M. de Fairview no 136                  |           | 5                 | 19                            | Fairview             | 1 389,01         | 1 673             | 1 856              |
| Comté de Flagstaff                       | 29        | 7                 | 7                             | Sedgewick            | 4 065,56         | 3 244             | 3 506              |
| D.M. de Foothills no 31                  |           | 7                 | 6                             | High River           | 3 642,9          | 21 258            | 19 736             |
| Comté de Forty Mile no 8                 |           | 7                 | 1                             | Foremost             | 7 229,68         | 3 336             | 3 414              |
| Comté de Grande Prairie no 1             |           | 9                 | 19                            | Clairmont            | 5 862,74         | 20 347            | 17 970             |
| D.M. de Greenview no 16                  |           | 8                 | 18                            | Valleyview           | 32 989,05        | 5 299             | 5 464              |
| Comté de Kneehill                        | 48        | 7                 | 5                             | Three Hills          | 3 380,04         | 4 921             | 5 218              |
| Comté de Lac La Biche                    | —         | 9                 | 12                            | Lac La Biche         | 16 300,95        | 8 402             | 9 123              |
| Comté de Lac Sainte-Anne                 | 28        | 7                 | 13                            | Sangudo              | 2 845,61         | 10 260            | 9 516              |
| Comté de Lacombe                         | 14        | 7                 | 8                             | Lacombe              | 2 766,65         | 10 312            | 10 451             |
| Comté de Lamont                          | 30        | 5                 | 10                            | Lamont               | 2 385,91         | 3 872             | 3 925              |
| Comté de Leduc                           | 25        | 7                 | 11                            | Nisku                | 2 607,56         | 13 524            | 12 730             |
| D.M. de Lesser Slave Rivern no 124       |           | 7                 | 17                            | Slave Lake           | 10 075,88        | 2 929             | 2 820              |
| Comté de Lethbridge                      | 26        | 7                 | 2                             | Lethbridge           | 2 837,8          | 10 061            | 10 302             |
| Comté de Minburn no 27                   |           | 7                 | 10                            | Vegreville           | 2 910,71         | 3 278             | 3 319              |
| Comté de Mountain View                   | 17        | 7                 | 6                             | Didsbury             | 3 779,34         | 12 359            | 12 391             |
| Comté de Newell                          | 4         | 10                | 2                             | Brooks               | 5 904,72         | 6 786             | 6 862              |
| Comté de Northern Lights                 | 22        | 7                 | 17                            | Manning              | 20 744,41        | 3 555             | 3 556              |
| Comté de Northern Sunrise                | 131       | 6                 | 17                            | Rivière-la-Paix      | 21 141,25        | 1 791             | 1 747              |
| D.M. de Opportunity no 17                |           | 11                | 17                            | Wabasca              | 29 140,78        | 3 074             | 2 847              |
| Comté de Paintearth no 18                |           | 7                 | 7                             | Castor               | 3 287,24         | 2 029             | 2 126              |
| Comté de Parkland                        | 31        | 7                 | 11                            | Stony Plain          | 2 387,68         | 30 568            | 29 265             |
| D.M. de Peace no 135                     |           | 5                 | 19                            | Berwyn               | 850,88           | 1 446             | 1 487              |
| D.M. de Pincher Creek no 9               |           | 5                 | 3                             | Pincher Creek        | 3 480,91         | 3 158             | 3 309              |
| Comté de Ponoka                          | 3         | 5                 | 8                             | Ponoka               | 2 807,94         | 8 856             | 8 640              |
| D.M. de Provost no 52                    |           | 7                 | 7                             | Provost              | 3 625,2          | 2 288             | 2 547              |
| D.M. de Ranchland no 66                  |           | 3                 | 15                            | Nanton               | 2 639,16         | 79                | 86                 |
| Comté de Red Deer                        | 23        | 7                 | 8                             | Red Deer             | 3 949            | 18 351            | 19 108             |
| Comté de Rocky View                      | 44        | 9                 | 6                             | Calgary              | 3 885,41         | 36 461            | 34 171             |
| Comté de Saddle Hills                    | 20        | 7                 | 19                            | Spirit River         | 5 836,92         | 2 288             | 2 458              |
| Comté de Smoky Lake                      | 13        | 5                 | 12                            | Smoky Lake           | 3 412,81         | 2 459             | 2 716              |
| D.M. de Smoky River no 130               |           | 6                 | 19                            | Falher               | 2 842,59         | 2 126             | 2 442              |
| D.M. de Spirit River no 133              |           | 4                 | 19                            | Spirit River         | 684,14           | 713               | 662                |
| Comté de Saint-Paul no 19                |           | 7                 | 12                            | Saint-Paul           | 3 296,72         | 5 831             | 5 925              |
| Comté de Starland                        | 47        | 5                 | 5                             | Morrin               | 2 557,7          | 2 057             | 2 371              |
| Comté de Stettler no 6                   |           | 7                 | 7                             | Stettler             | 4 005,1          | 5 103             | 5 216              |
| Comté de Sturgeon                        | 90        | 7                 | 11                            | Morinville           | 2 088,55         | 19 578            | 18 621             |
| D.M. de Taber                            | 14        | 7                 | 2                             | Taber                | 4 203,79         | 6 851             | 6 280              |
| Comté de Thorhild                        |           | 5                 | 13                            | Thorhild             | 2 000,05         | 3 417             | 3 042              |
| Comté de Two Hills no 21                 |           | 5                 | 10                            | Two Hills            | 2 631,33         | 3 160             | 2 801              |
| Comté de Vermilion River                 | 24        | 7                 | 10                            | Kitscoty             | 5 518,18         | 7 905             | 7 467              |
| Comté de Vulcan                          | 2         | 9                 | 5                             | Vulcan               | 5 429,5          | 3 875             | 3 718              |
| D.M. de Wainwright no 61                 |           | 7                 | 7                             | Wainwright           | 4 153,72         | 4 138             | 3 558              |
| Comté de Warner no 5                     |           | 7                 | 2                             | Warner               | 4 517,67         | 3 841             | 3 776              |
| Comté de Westlock                        | 92        | 7                 | 13                            | Westlock             | 3 170,71         | 7 644             | 6 910              |
| Comté de Wetaskiwin no 10                |           | 7                 | 11                            | Wetaskiwin           | 3 129,4          | 10 866            | 10 535             |
| Comté de Wheatland                       | 16        | 7                 | 5                             | Strathmore           | 4 539,26         | 8 285             | 8 164              |
| D.M. de Willow Creek no 26               |           | 7                 | 3                             | Claresholm           | 4 558,89         | 5 107             | 5 337              |
| Comté de Woodlands                       | 15        | 7                 | 13                            | Whitecourt           | 7 668,31         | 4 306             | 4 158              |
| Comté de Yellowhead                      | 94        | 9                 | 14                            | Edson                | 22 296,26        | 10 469            | 10 045             |